# Hörspiel und Medienkunst
Hörspiel und Medienkunst (seit 1. Dezember 2017 unter dem Namen Hörspiel/Dokumentation/Medienkunst) ist eine Redaktion des Bayerischen Rundfunks. Sie ist aus der Hörspielabteilung hervorgegangen.

## Geschichte
Anfang der 1990er-Jahre begann die Hörspielabteilung medienübergreifende Projekte umzusetzen. Hörspiele wurden nicht nur in Gestalt abgeschlossener Produktionen ausgestrahlt, sondern bimedial konzipiert und live von der Bühne oder aus dem Studio gesendet. Erste bahnbrechende Beispiele waren 1994 das Hörspiel Apocalypse live von Andreas Ammer, FM Einheit, Ulrike Haage und die partizipative Studioperformance hexenring von Hartmut Geerken mit Famoudou Don Moye. Neue Impulse sollte die Gattung Hörspiel vor allem aus der Musik schöpfen, durch die Zusammenarbeit mit Musikern der Pop- und Jazz-Avantgarde. Diese Entwicklung führte zu einer Erweiterung des Redaktionsnamens: zum Hörspiel kam als wesentliches Element die Medienkunst hinzu, die elektronische, digitale, audiovisuelle und interaktive Kategorien und Prozesse umfasste.
Offiziell wurde die Abteilung „Hörspiel und Medienkunst“ als Nachfolgerin der Hörspielabteilung im Rahmen einer Organisationsänderung im Januar 1996 beim Bayerischen Rundfunk etabliert.
Christoph Lindenmeyer wurde in Personalunion Leiter der neu eingerichteten Hauptabteilung Radiophone Produktionen und der nun umbenannten Abteilung Hörspiel und Medienkunst. Herbert Kapfer leitete diese Abteilung von März 1996 bis November 2017. Chefdramaturgin war von 1996 bis 2006 Barbara Schäfer, seit September 2007 ist es Katarina Agathos. Zum 1. Dezember 2017 wurde Hörspiel und Medienkunst zu einer neuen trimedialen Redaktion namens Hörspiel/Dokumentation/Medienkunst erweitert. Leiterin der neuen Redaktion ist Ulrike Ebenbeck.

## Programmatik
Es ist eine Zielsetzung der Abteilung Hörspiel und Medienkunst, den Diskurs über das historische Genre Hörspiel zu beleben und die eigene Produktionsästhetik zu formulieren und zu begründen. Dabei verweisen der Leiter Herbert Kapfer und die Chefdramaturgin Katarina Agathos auf die öffentlich-rechtlichen Rahmenbedingungen und den organisatorischen Kontext, in dem sich dieses Gestaltungsfeld befindet – „das Hörspiel als Kunst im Massenmedium.“
Das Selbstverständnis sollte sich „von einer Hörspieldramaturgie hin zu einem interdisziplinären künstlerischen Produktionsmanagement entwickeln, das sich die Etablierung einer permanenten Laborsituation zum Ziel setzt.“
Die "konzeptionellen Äußerungen über das eigene Programm" bilden eine Ausnahmeerscheinung in der deutschen Hörspielszene.
Ansätze einer ästhetischen Programmatik zeigen sich etwa, wenn die Münchner Abteilung „die Verbindung von Performance / Konzert / Aufführung und radiophonen Arbeiten deutlich hervorhebt.“
In Zusammenarbeit mit der Abteilung Hörspiel und Medienkunst "schufen Autoren und (…) viele Teams aus Musikern und literarischen Autoren zahlreiche Hörstücke, die sich in jeglicher Form entgrenzten: als Live-Events, teils mit interaktiven Komponenten, als nicht mehr nur ein-, sondern mehrstündige Fassungen, als Spiel mit visuellen Formen und schließlich auch dem World Wide Web."
Als Beispiele solcher Teams können Andreas Ammer/FM Einheit/Ulrike Haage, aber auch Hartmut Geerken mit dem Art Ensemble of Chicago angeführt werden oder der Schriftsteller und F.S.K.-Musiker Thomas Meinecke und der DJ Move D, deren Hörspiele und Performances sich als „besonders weitreichend hinsichtlich der Interaktion von musikalischer und literarischer Produktionsästhetik erweisen“.
Einige dieser free-jazz, popmusikalisch oder elektronisch geprägten Produktionen waren in den 1990er Jahren bei dem Label Rough Trade Records und bei Leo Records erschienen, ab dem Jahr 2000 veröffentlichte die Abteilung Hörspiel und Medienkunst zahlreiche Eigenproduktionen in der von ihr herausgegebenen CD-Reihe intermedium records.
Der US-amerikanische Musik-Journalist und Dozent Greil Marcus, der früh auf einige innovative Münchner Hörspielproduktionen aufmerksam wurde, rezensierte bereits 1992 das bei Rough Trade veröffentlichte Hörstück dr. huelsenbecks mentale heilmethode an dem die ehemaligen Henry-Cow-Mitglieder Peter Blegvad und John Greaves sowie der Ex-Can-Musiker Holger Czukay und der Schriftsteller Raymond Federman beteiligt waren.
In Zusammenhang mit der 2000 bei intermedium records erschienenen Produktion Walter Ruttmann Weekend Remix würdigte Greil Marcus die Produzenten des BR als „radio station responsable for the most ambitious and inventive radio plays being produced today“. Zu dem Projekt waren von BR Hörspiel und Medienkunst sechs Musiker und Teams eingeladen worden, Walter Ruttmanns 1930 aus Originaltönen montiertes Hörstück Weekend zu remixen. Beteiligt waren Klaus Buhlert, Ernst Horn, DJ Spooky, Mick Harris, To Rococo Rot und John Oswald. Von der ursprünglichen "Montage von Klangelementen" Ruttmanns, die nur aus "aufgezeichneten Originalklängen" besteht, führt über die Remixe des "alten Klangmaterials" eine „Entwicklungslinie der Medienavantgarde quer durch das 20. Jahrhundert.“
Ein weiterer Aspekt der ästhetischen Programmatik, der nach Verbindungen zur literarischen und künstlerischen Avantgarde der Moderne sucht, zeigt sich an den Hörspieladaptionen von Prosatexten, Manifesten und Selbstzeugnissen dadaistischer und expressionistischer Autoren u. a. Richard Huelsenbeck, Raoul Hausmann, Walter Serner, Carl Einstein, Salomo Friedlaender / Mynona, Franz Pfemfert, Hannah Höch, Paul Scheerbart, Kurt Schwitters und Jakob van Hoddis.
Auch Projekte der Lautpoesie mit den Autoren Carlfriedrich Claus, Ernst Jandl, Michael Lentz, Josef Anton Riedl, Valeri Scherstjanoi, Schuldt, und anthologische Dokumentationen zur Lautpoesie der DDR können in diesen programmatischen Zusammenhang und in das Genregrenzen vorsätzlich ignorierende medienkünstlerische Spielfeld der "risikoresistenten Redaktion" gestellt werden.
Einen besonderen Stellenwert nimmt die kontinuierliche Zusammenarbeit mit Elfriede Jelinek und mit Alexander Kluge ein. Beide beteiligen sich zudem als Mitwirkende an vielen Hörspielproduktionen und -adaptionen eigener Werke.
Vereinfacht lassen sich die verschiedenen Ansätze auf die Formel „Intermedialität und offene Form“ bringen, die auch als Haupttitel für das Produktions-Gesamtverzeichnis von BR Hörspiel und Medienkunst gewählt wurde. Hörstücke, Performances, Videos, Ausstellungen, Konzerte, Webprojekte – es ist die Formen- und Formatvielfalt einer angewandten Programmatik, die als eine konsequente Fortschreibung bzw. Weiterentwicklung jener Freiräume einfordernden Position von Helmut Heißenbüttel interpretiert werden kann, wonach Hörspiel eine „offene Form“ sei: „Alles ist möglich, alles ist erlaubt.“ Die „Offenheit“ reicht nun über die „Form“ „Hörspiel“ hinaus und weist in Richtung neuer oder noch nicht erprobter Konzepte der Medienkunst.

## Projekte

### intermedium-Festival
1999 initiierte der Bayerische Rundfunk das von Herbert Kapfer und der Redaktion Hörspiel und Medienkunst konzipierte Festival intermedium 1. Weitere Partner waren die Hörspielabteilungen der ARD, DeutschlandRadio und das Zentrum für Kunst und Medientechnologie Karlsruhe.
Das Festival fand im November 1999 in der Akademie der Künste (Berlin) statt und war mit zahlreichen Hörfunk-Sendungen verbunden. Das Thema war Leben, Kunst und Technik in der Informationsgesellschaft. Auslösende Idee für das Festival war die Zunahme ästhetischer und medialer Mischformen aus Performances, Live-Sendungen, musiktheaterinspirierten Aufführungen, Remix-Projekten, online-Präsentationen und interaktiven Versuchen. Das Festival verstand sich als Plattform, auf der intermediale Projekte der Sparten Hörspiel, Akustische Kunst, Klangkunst zur Diskussion gestellt und ausgestrahlt werden konnten.
intermedium 2 fand im März 2002 im Zentrum für Kunst und Medientechnologie Karlsruhe statt. Das 100 Stunden umfassende Programm wurde in Österreich, Deutschland und der Schweiz ausgestrahlt.

### intermedium records
Die CD-Reihe intermedium records wurde im November 1999 zeitgleich mit dem Festival intermedium angekündigt. Seit Januar 2000 veröffentlicht intermedium records neue und historische Hörspiele, Remixe, Hörstücke, Soundtracks und Videos. intermedium records, seit 2000 von Herbert Kapfer für die Redaktion Hörspiel und Medienkunst herausgegeben, wird seit 2008 von Katarina Agathos mitherausgegeben. intermedium records erscheint im belleville Verlag von Michael Farin.

### Internet-Projekte
Mehrere Produktionen der Abteilung Hörspiel und Medienkunst sind als Online/Internet-Projekte konzipiert. Dazu gehören:
- Die Quellen sprechen. Die Verfolgung und Ermordung der europäischen Juden durch das nationalsozialistische Deutschland 1933–1945. Eine dokumentarische Höredition.[18] Die Webseite die-quellen-sprechen.de macht alle gelesenen Dokumente und die Gespräche mit Historikern und Zeitzeugen dauerhaft öffentlich zugänglich. Ergänzt durch Kurzbiografien, Manuskripte und erweiterte Recherchemöglichkeiten.
- Memory Loops. 300 Tonspuren zu Orten des NS-Terrors in München 1933–1945. Von Michaela Melián.[19]
- FM Scenario. Die Stimme des Hörers / Listener’s Voice. Von Eran Schaerf.[20]

### Ausstellungen (Auswahl)
Als Initiator oder Koproduzent beteiligte sich die Abteilung Hörspiel und Medienkunst an zahlreichen Ausstellungen von Kunsthäusern, die Werke medienübergreifend arbeitender Künstler präsentierten. Einige Ausstellungen widmeten sich auch der intermedialen Praxis der Abteilung Hörspiel und Medienkunst.
- 1997: Eran Schaerf, Recasting, Kunstverein München, 6. Mai – 22. Juni 1997.
- 1999: Nicolas Humbert/Werner Penzel, three windows. hommage à robert lax. Haus der Kunst, München 1999, 6. August – 26. September 1999 / / P3 art & environment Tokyo, 7.–24. Oktober 1999 / Kunsthaus Zürich 26. November 1999 – 6. Februar 2000 / Kiasma Museum of Contemporary Art Helsinki 18. Februar–2. April 2000 / Kunsthalle Bielefeld 20. Februar–21. Mai 2000.
- 2004: intermediumutopia-station. radio play art mix concert at the end there’s a film. Haus der Kunst, München 7. Oktober–28. November 2004.[21]
- 2005: Michaela Melián, Föhrenwald, Kunstraum München 10.–25. September 2005.
- 2008: Michaela Melián, Speicher, Ulmer Museum 19. April – 22. Juni 2008 / Cubitt Gallery London 14. November–14. Dezember 2008 / Lentos Kunstmuseum Linz 6. März–2. Juni 2009.
- 2008: intermedium records als Beitrag zur Ausstellung Made in Munich. Editionen von 1968 bis 2008. Haus der Kunst, München 21. November 2008–22. Februar 2009.[22]
- 2012: Eran Schaerf, Where Palms Stand – Mask – Delay als Beitrag zur Ausstellung Between Walls and Windows. Haus der Kulturen der Welt Berlin 1.–30. September 2012.
- 2012: intermedium records als Beitrag zur Ausstellung Sound Arts. Klang als Medium der Kunst. ZKM Karlsruhe 17. März 2012–6. Januar 2013.
- 2013: Eran Schaerf, Sendesprache – verdeckte Operation – Ansage – Fehler. Hartware MedienKunstVerein Dortmund 16. Februar–1. April 2013.
- 2013: Eran Schaerf, Realitätswettlauf. ZKM Karlsruhe 22. Juni–4. August 2013.
- 2013: Eran Schaerf, Ortsübersetzer. Museum für Konkrete Kunst, Ingolstadt 15. September–10. November 2013.
- 2014: Eran Schaerf, Armchair – Attention – Life Signal. Les Complices*, Zürich 10. April–10. Mai 2014.
- 2015: Eran Schaerf, And Charlotte Perriand brought a new object to the office every morning. Etablissement d'en face, Brüssel, 4. September–4. Oktober 2015.
- 2016: Michaela Melián, Electric Ladyland. Lenbachhaus München 8. März – 12. Juni 2016.

## Hörspiel-Pool
Seit Februar 2008 bietet die Redaktion Hörspiel und Medienkunst im Hörspiel Pool Produktionen zum Hören und Herunterladen an. Es war dies das erste Hörspiel-Podcastangebot im öffentlich-rechtlichen Rundfunk. An den Start ging der Hörspiel Pool mit Die Erfindung der Poesie von Raoul Schrott. Zu den Autoren, die im Hörspiel Pool vertreten sind, gehören neben vielen anderen: Rolf Dieter Brinkmann, Michail Bulgakow, Dietmar Dath, Raymond Federman, Thomas Harlan, E.T.A. Hoffmann, Ödön von Horváth, Robert Hültner, Hartmut Geerken, Rainald Goetz, Ernst Jandl, Elfriede Jelinek, James Joyce, Franz Kafka, Alexander Kluge, Michael Lentz, Friederike Mayröcker, Herta Müller, Ulrike Ottinger, Kathrin Röggla, Thomas von Steinaecker, Laurence Sterne, Peter Weiss, Virginia Woolf.

## Wettbewerbe
Ab dem Jahr 2006 initiierte die Abteilung Hörspiel und Medienkunst eine Reihe von audiovisuellen Wettbewerben. Die Redaktion definierte sich als Laborbetrieb. Künstlerische Formen sollten getestet und jüngere Künstlern eingeladen werden, in öffentlich-rechtlichen Programmen zu publizieren. Ausgewählte Audio- und Videoproduktionen wurden im Radioprogramm Bayern 2 gesendet und auf der Webseite der Redaktion veröffentlicht.
- 2006: Weekend 2006. Weekend, entstanden 1930, ist die einzige Hörspielarbeit des Filmemachers Walter Ruttmann. Im Wettbewerb von 2006 fragte die Redaktion Hörspiel und Medienkunst: Wie klingt Weekend 2006? Die Gewinnerstücke und die zeitgleich zum Wettbewerb realisierten Arbeiten der Hörspielmacher Ulrich Bassenge, Hermann Bohlen, Martin Conrads, Kalle Laar und Antje Vowinckel gibt es als Podcast/Download im Hörspiel Pool.[24]
- 2007: Jeder ist ein Künstler – Du hast 3 Minuten. Der Wettbewerb der artmix.galerie stand unter dem Zitat von Joseph Beuys: 'Jeder ist ein Künstler'. Einzige Vorgabe für die Teilnehmer war die Begrenzung der Beiträge auf die Länge von drei Minuten. Kunstexperten würdigten jedes ausgewählte Werk mit einer Laudatio. Wettbewerbsbeiträge im BR Hörspiel Pool[25]
- 2008: Imaginäre Landschaften – Hymnen, Hörstücke, Sonische Fiktionen. Zu diesem Wettbewerb machte die artmix.galerie keinerlei Vorgaben. Als Motto war lediglich ein Zitat von Miles Davis vorangestellt: Don't play what’s there. Play what’s not there. Der Titel Imaginäre Landschaften ist abgeleitet von John Cages imaginary landscapes. Wettbewerbsbeiträge im BR Hörspiel Pool.[26]
- 2008/2009: LAW: Liebe – Arbeit – Wissen. Die artmix.galerie der Redaktion Hörspiel und Medienkunst suchte 2008/09 in einem Wettbewerb Hörstücke und Videos zum Thema: Liebe, Arbeit, Wissen zu Beginn des 21. Jahrhunderts – getreu dem Credo von Wilhelm Reich: „Liebe, Arbeit und Wissen sind die Quellen unseres Lebens. Sie sollten es auch beherrschen.“ Wettbewerbsbeiträge im BR Hörspiel Pool.[27]
- 2009: Techno Fossil. Zu diesem Wettbewerb der artmix.galerie konnten Hörstücke und Videos eingereicht werden, die sich mit überholten Aufnahme- und Wiedergabegeräten auseinandersetzten. Auf unterschiedliche Weisen widmeten sich die Beiträge dem Eigenleben der alten Medienapparate. Ein Best of Techno Fossil gibt es als Podcast/Download im BR Hörspiel Pool.[28]
- 2010: Time is on your side. Gesucht wurden Videos und Hörstücke, die sich mit der eigenen Zeitstruktur produktiv auseinandersetzen. Wettbewerbsbeiträge im BR Hörspiel Pool.[29]
- 2011: Stimmbänder. Bandstimmen. Zu diesem Wettbewerb konnten Hörstücke und Videos eingereicht werden, in denen die Möglichkeiten der Stimme neu erkundet und erprobt werden, auch abseits ihrer Funktion als Übermittler von Sprache. 88 Arbeiten wurden eingereicht, 23 davon wurden ausgewählt und zwischen Juni 2011 und Januar 2012 wöchentlich im Radio und in der artmix.galerie vorgestellt. Ein Best of Stimmbänder. Bandstimmen gibt es als Podcast/Download im BR Hörspiel Pool.[30]
- 2016: Public Workshop. Eine Wettbewerbsinitiative und -serie für junge Hörspielmacher und Medienkünstler. Bei diesem Wettbewerb können Autoren, die bislang noch nicht im Auftrag des Bayerischen Rundfunks Hörspiele produziert haben, Exposés und Manuskripte einreichen. Aus den Beiträgen wählt eine Jury bis zu fünf Exposés oder Manuskripte aus. Auf der Basis der eingereichten Werke werden im Hörspielstudio des BR redaktionell begleitet Hörstücke von einer Länge zwischen 5 und 20 Minuten produziert.[31] Public Workshop 1 ist eine Kooperation mit dem BR Jugendkanal PULS. Dokumentiert wird der Wettbewerb im BR Hörspiel Pool.

## Hör!spiel!art.mix
Seit Juli 2003 gibt es die wöchentliche Sendereihe hör!spiel!art.mix im Programm Bayern2.

„Mit dem Titel haben wir uns an Ernst Jandls gute, alte Definition des Hörspiels erinnert: ‚Hör!Spiel! ist ein doppelter Imperativ‘. Das haben wir mit ‚art.mix‘ ergänzt.“

In dieser moderierten Sendung am Freitagabend werden Hörspiele und Gespräche mit Studiogästen präsentiert Zu den Gästen gehören Autoren, Dramaturgen, Regisseure, Medientheoretiker, Musiker, zum Beispiel: Okwui Enwezor, Jenny Erpenbeck, Dominik Graf, Ernst Jandl, Friedrich Knilli, Alice Lagaay, Sascha Lobo, Friederike Mayröcker, Kathrin Passig, Edgar Reitz, Klaus Staeck, Hito Steyerl, Klaus Wagenbach, Peter Weibel, Sigrid Weigel u. v. a. Die Gespräche gibt es als Podcast/Download im BR Hörspiel Pool.

## Mehrteilige Produktionen (Auswahl)
- 1997/1998: Nobodaddy's Kinder von Arno Schmidt. Hörspieltrilogie bestehend aus: Aus dem Leben eines Fauns. Mit Ulrich Wildgruber. BR Hörspiel und Medienkunst 1998. / Brand’s Haide. Mit Ulrich Wildgruber, Juliane Köhler, Jacqueline Macaulay. BR Hörspiel und Medienkunst 1998. / Schwarze Spiegel. Mit Corinna Harfouch, Ulrich Wildgruber. BR Hörspiel und Medienkunst 1997. Bearbeitung und Regie: Klaus Buhlert. Als Podcast/Download im BR Hörspiel Pool.
- 2000: Der Zauberberg von Thomas Mann. Hörspiel in zehn Teilen. Mit Udo Samel, Horst Sachtleben, Konstantin Graudus, Felix von Manteuffel, Hans-Werner Meyer, Karina Krawczyn, Traugott Buhre u. v. a. Musik: Michael Riessler, Regie: Ulrich Lampen. BR Hörspiel und Medienkunst 2000. Hörbuchedition (10 CDs): der Hörverlag, ISBN 978-3-86717-119-9.
- 2000–2003: Das magische Labyrinth von Max Aub. Hörspiel in sechs Teilen. Regie: Ulrich Gerhardt. BR Hörspiel und Medienkunst/Eichborn Verlag. Als CD-Edition: ISBN 978-3-8218-5244-7.
- 2002: Moby Dick von Herman Melville. Hörspiel in zehn Teilen. Mit Rufus Beck, Felix von Manteuffel, Manfred Zapatka, Ulrich Matthes, Bernhard Schütz, Hermann Lause, Thomas Holtzmann u. v. a. Bearbeitung, Komposition und Regie: Klaus Buhlert. BR Hörspiel und Medienkunst 2002. Hörbuchedition (10 CDs): der Hörverlag, ISBN 978-3-86717-455-8.
- 2002: Blitzlichter von Ilse Aichinger. Hörspiel in fünf Teilen mit Martina Gedeck und Ilse Aichinger. Bearbeitung und Regie: Ulrich Lampen. BR Hörspiel und Medienkunst 2002.
- 2004: Der Mann ohne Eigenschaften. Remix von Robert Musil. 20 Teile. Mit Manfred Zapatka, Ulrich Matthes, Susanne Wolff, Wolf Bachofner, Ulli Maier, Angela Winkler, Josef Bierbichler, Ignaz Kirchner, Wolfgang Hübsch, Sunnyi Melles, Michael Rotschopf, Peter Fricke, Dorothee Hartinger, Jens Wawrczeck, Felix von Manteuffel u. v. a. / Skript: Katarina Agathos, Klaus Buhlert, Herbert Kapfer / Regie: Klaus Buhlert / Wissenschaftliche Beratung: Walter Fanta / BR Hörspiel und Medienkunst 2004. Als Podcast/Download im BR Hörspiel Pool.[34] Bimediale Edition (Textbuch und 20 CDs). Hrsg. Katarina Agathos und Herbert Kapfer: Belleville Verlag / der Hörverlag, ISBN 3-89940-416-5.
- 2007: Die Ästhetik des Widerstands von Peter Weiss. Hörspiel in 12 Teilen. Mit Robert Stadlober, Peter Fricke, Paul Herwig, Rüdiger Vogler, Michael Troger, Helmut Stange, Susanne-Marie Wrage, Hanns Zischler, Jochen Striebeck, Wolfgang Hinze, Jule Ronstedt u. v. a. Komposition: David Grubbs. Bearbeitung und Regie: Karl Bruckmaier. BR Hörspiel und Medienkunst/WDR 2007. Hörbuchedition: der Hörverlag, ISBN 978-3-86717-014-7. Als Podcast/Download im BR Hörspiel Pool.[35]
- 2007–2009: Die Schlafwandler von Hermann Broch. Hörspiel in 12 Teilen. Mit: Jürgen Hentsch, Wolfram Koch, Werner Wölbern, Jürgen Holtz, Manfred Zapatka, Bernhard Schütz, Samuel Finzi, Jens Harzer, Stefan Wilkening, Peter Kurth, Hanns Zischler, Cristin König, Milan Peschel, Sabine Orléans, Jeanette Spassova, Felix von Manteuffel u. v. a. Bearbeitung, Komposition und Regie: Klaus Buhlert.
- 2009: Die Fälschung von Nicolas Born. Hörspiel in fünf Teilen. Regie: Michael Farin. BR Hörspiel und Medienkunst 2009.
- 2009: Chronik der Gefühle von Alexander Kluge. Hörspiel in 14 Teilen. Mit Alexander Kluge, Hanns Zischler, Wolfgang Hinze, Hannelore Hoger, Johannes Herrschmann, Peter Fricke, Monika Manz, Ilja Richter, Nico Holonics, Christian Friedel, Helmut Stange, Sandra Hüller, Elfriede Jelinek, Joseph Vogl, Christoph Schlingensief, Wim Wenders, Romuald Karmakar, Volker Schlöndorff. Musik von David Grubbs, Abe Duque, Die Türen, Lali Puna, Schorsch Kamerun, Lydia Daher, Elliott Sharp, Bananafishbones, Michaela Melián, Woog Riots, Solisten des Symphonieorchesters des Bayerischen Rundfunks u. v. a. Bearbeitung und Regie: Karl Bruckmaier. BR Hörspiel und Medienkunst 2009. Als Podcast/Download im BR Hörspiel Pool.[36]
- 2010: Der Process von Franz Kafka. Hörspiel in 16 Teilen. Mit Rufus Beck, Samuel Finzi, Corinna Harfouch, Jürgen Holtz, Milan Peschel, Jeanette Spassova, Thomas Thieme, Manfred Zapatka. Regie: Klaus Buhlert. BR Hörspiel und Medienkunst 2010. Hörbuchedition: der Hörverlag, ISBN 978-3-86717-690-3. Als Podcast/Download im BR Hörspiel Pool.[37]
- 2011: Neid von Elfriede Jelinek. Hörspiel in zehn Teilen. Mit Sophie Rois und Elfriede Jelinek. Komposition: Frode Haltli und Maja Ratkje, Bearbeitung und Regie: Karl Bruckmaier. BR Hörspiel und Medienkunst 2011.
- 2011: Die Abschaffung der Arten von Dietmar Dath. Hörspiel in zwölf Teilen. Komposition: Mouse on Mars, Bearbeitung und Regie: Ulrich Lampen. BR Hörspiel und Medienkunst 2011.
- 2012: Sauwaldprosa von Uwe Dick. Hörspiel in zwölf Teilen. Mit Marisa Burger, Uwe Dick, Peter Fricke, Eisi Gulp, Sophia Siebert, Hanns Zischler. Komposition: Gunnar Geisse, Regie: Michael Lentz. BR Hörspiel und Medienkunst 2012. Als Podcast/Download im BR Hörspiel Pool.[38]
- 2012: Dubliner von James Joyce. Hörspiel in zwölf Teilen. Aus dem Englischen von Dieter E. Zimmer. Regie: Ulrich Lampen. BR Hörspiel und Medienkunst 2012.
- 2013: Orlando. Eine Biografie von Virginia Woolf. Hörspiel in sechs Teilen. Mit Gabriel Raab, Vera Weisbrod, Wiebke Puls, Paul Herwig, Brigitte Hobmeier, Hans Kremer, Georgia Stahl u. a. Bearbeitung: Gaby Hartel, Komposition: Ulrike Haage, Regie: Katja Langenbach. BR Hörspiel und Medienkunst 2013. Als Podcast/Download im BR Hörspiel Pool.[39]
- 2013–2016: Erste Erde Epos von Raoul Schrott. 18 Hörspiele und 15 Gespräche mit Wissenschaftlern. Mit Axel Milberg, Ulrich Noethen, Sibylle Canonica u. a. Regie: Michael Farin. BR Hörspiel und Medienkunst 2013–2016. Gefördert von der Kulturstiftung des Bundes.[40] Als Podcast/Download im BR Hörspiel Pool.[41]
- 2014: Meister und Margarita von Michail Bulgakow. Hörspiel in 12 Teilen. Mit Michael Rotschopf, Manfred Zapatka, Jens Harzer, Milan Peschel, Thomas Thieme, Margit Bendokat, Samuel Finzi, Jeanette Spassova. Aus dem Russischen von Alexander Nitzberg. Bearbeitung, Komposition und Regie: Klaus Buhlert. BR Hörspiel und Medienkunst 2014. Hörbuchedition (12 CDs): der Hörverlag, ISBN 978-3-8445-1428-5.
- 2015: Leben und Ansichten von Tristram Shandy, Gentleman von Laurence Sterne. Hörspiel in neun Teilen. Mit Stefan Merki, Peter Fricke, Anna Drexler, Hans Kremer, Helmut Stange, Kathrin von Steinburg, Wolfgang Hinze, Katja Bürkle, Helga Fellerer u. v. a. Aus dem Englischen von Michael Walter. Komposition: Robert Forster, Chris Cutler, Robert Coyne. Bearbeitung und Regie: Karl Bruckmaier. BR Hörspiel und Medienkunst 2015. Hörbuchedition (9 CDs): der Hörverlag, ISBN 978-3-8445-1943-3. Als Podcast/Download im BR Hörspiel Pool.[42]
- 2016: Zum Leuchtturm von Virginia Woolf. Hörspiel in drei Teilen. Mit Zoe Hutmacher, Wiebke Puls, Irina Wanka (Erzählerinnen), Krista Posch (Mrs Ramsay), Walter Hess (Mr Ramsay), Caroline Ebner (Lily Briscoe), Shenja Lacher (Charles Tansley), Julia Loibl (Prue), Christian Löber (Andrew), Peter Brombacher (Mr. Banks), Moritz Zehner. Bearbeitung: Gaby Hartel, Komposition: Ulrike Haage, Regie: Katja Langenbach. BR Hörspiel und Medienkunst 2016. Als Podcast/Download im BR Hörspiel Pool.[43]
- 2016: Das Schloss von Franz Kafka. Hörspiel in 12 Teilen. Mit Michael Rotschopf (Erzähler), Devid Striesow (K.), Werner Wölbern (Beobachter vom Schloss), Steven Scharf (Schwarzer), Peter Kurth (Wirt vom Brückenhof), Corinna Harfouch (Wirtin vom Brückenhof), Stefan Zinner (Wirt vom Herrenhof), Jens Harzer (Arthur/Jeremias), Gerti Drassl (Frieda), Sandra Hüller (Olga), Samuel Finzi (Momus/Oswald), Moritz Kienemann (Barnabas), Dieter Fischer (Lasemann), Wowo Habdank (Gerstäcker), Deleila Piaskov (Frau 1), Margit Bendokat (Wirtin vom Herrenhof), Wolfram Berger (Vorsteher), Götz Schulte (Lehrer), Anna Drechsler, Benedict Lückenhaus, Bibiana Beglau (Amalia), Johannes Silberschneider (Bürgel), Stefan Wilkening (Erlanger). Bearbeitung, Komposition und Regie: Klaus Buhlert, Produktion: BR Hörspiel und Medienkunst 2016. Nach der Erstsendung (15. Januar – 3. April 2017) gibt es die einzelnen Teile als Podcast/Download im BR Hörspiel Pool.[44]
- 2018: Das Ende der Paraden von Ford Madox Ford. Aus dem Englischen von Joachim Utz. Hörspiel in sieben Teilen. Mit: Jens Harzer (Erzähler), Felix Goeser (Christopher Tietjens), Bibiana Beglau (Sylvia Tietjens), Anna Drexler (Valentine Wannop), Stefan Merki (Macmaster), Wiebke Puls, Stefan Wilkening, Manfred Zapatka, Caroline Ebner, Jeanette Spassova, Wolfram Koch, Johannes Silberschneider, Shenja Lacher, Achim Buch, Moritz Kienemann, Joschka Walser, Wowo Habdank, Oliver Nägele, Franz Pätzold, Steven Scharf. Bearbeitung, Komposition und Regie: Klaus Buhlert, Produktion: BR 2018. Als Podcast/Download im BR Hörspiel Pool.[45]

## Publikationen
In zwei Publikationen sind die gesamten Hörspiel-Produktionen des Bayerischen Rundfunks aufgelistet. Ergänzt werden die Produktionsverzeichnisse durch eine intermedium records-Diskografie, eine Hörbuch-Diskografie, eine Bibliografie, eine Filmografie und ein Verzeichnis zu begleitenden Sendungen (Essay, Gespräch, Lesung).
- Herbert Kapfer (Hrsg.): Vom Sendespiel zur Medienkunst. Die Geschichte des Hörspiels im Bayerischen Rundfunk. Das Gesamtverzeichnis der Hörspielproduktion des Bayerischen Rundfunks 1949–1999. Belleville, München 1999, ISBN 3-923646-97-6.
- Herbert Kapfer, Barbara Schäfer, Katarina Agathos (Hrsg.): Intermedialität und offene Form. Hörspiel und Medienkunst im Bayerischen Rundfunk. Gesamtverzeichnis 1996–2005. Belleville, München 2006, ISBN 3-936298-47-5.

Weitere Publikationen:
- Hartmut Geerken, Art Ensemble of Chicago: null sonne no Point. 25. und 26. Oktober 1996. In Zusammenarbeit mit dem Bayerischen Staatsschauspiel / Marstall. München, BR Hörspiel und Medienkunst 1996.
- Eran Schaerf: Recasting. Herausgegeben von Museum van Hedendaagse Kunst Antwerpen / BR Hörspiel und Medienkunst / Kunstverein München / FRAC Champagne-Ardenne, Reims. Gent, Van Melle 1997.
- Nicolas Humbert, Werner Penzel: three windows. hommage à Robert Lax. Herausgegeben von CineNomad / P3Art and Environment Tokyo / Kiasma Museum of Contemporary Art Helsinki / BR Hörspiel und Medienkunst. Bernhard Moosbrugger. Zürich / München, CineNomad 1999.
- robert lax. Multimedia Box. Herausgegeben von BR Hörspiel und Medienkunst, Herbert Kapfer. In Zusammenarbeit mit Haus der Kunst, München / Kunsthaus Zürich / Bielefelder Colloquium / CineNomad / Bernhard Moosbrugger / Gertraud Scholz Verlag. München, Belleville 1999, ISBN 3-933510-29-5.
- intermedium 1. Intermediale Performance. Audiolounge. Gespräch. Hörspiel. Film. Akademie der Künste, Berlin. 19.–21. Nov. 1999. München, BR Hörspiel und Medienkunst 1999.
- Eva Meyer, Eran Schaerf: Gedächtnis zu zweit. For the Performance of Europe. Mit einem Nachwort von Elfriede Jelinek. Herausgegeben von BR Hörspiel und Medienkunst / ZKM Karlsruhe / Kunstverein München. intermedium doc. München, Belleville 2000, ISBN 3-933510-80-5.
- Herbert Kapfer, Peter Weibel (Hrsg.): intermedium 2. Identitäten im 21. Jahrhundert. Hörspiel / Diskurs / Netzkunst / Performance / Installation / VJ/DJ-ing. Bayerischer Rundfunk / Hörspiel und Medienkunst / Zentrum für Kunst und Medientechnologie. München/Karlsruhe 2002, ISBN 3-934847-02-1.
- Katarina Agathos, Herbert Kapfer (Hrsg.): Hörspiel. Autorengespräche und Porträts. Autorengespräche und Porträts von Roana Brogsitter, Knut Cordsen, Jörg Drews, Uwe Naumann, Klaus Ramm, Carl-Ludwig Reichert, Mira Alexandra Schnoor, Katharina Teichgräber, Gunna Wendt. Edition BRradiobuch Nr. 9. Belleville, München 2009, ISBN 978-3-936298-68-0.

## Preise (Auswahl seit 1996)
Eine Auswahl der Preise für Produktionen der Redaktion Hörspiel und Medienkunst seit 1996. (*) = Als Podcast/Download im BR Hörspiel Pool.
| Jahr | Preis                           | Autor/in                               | Titel | Regie                           | Produktion | Bemerkung                                                                                 |
| ---- | ------------------------------- | -------------------------------------- | --- | ------------------------------- | --- | ----------------------------------------------------------------------------------------- |
| 1997 | Hörspiel des Monats             | Elfriede Jelinek/Olga Neuwirth         | Todesraten | Olga Neuwirth                   | BR Hörspiel und Medienkunst | Hörspiel des Monats Juni 1997                                                             |
| 1998 | Hörspiel des Monats             | Walter Ruttmann u. a.                  | Walter Ruttmann Weekend Remix*                                                                                                 | To Rococo Rot u. v. a.          | BR Hörspiel und Medienkunst | Hörspiel des Monats Januar 1998                                                           |
| 1998 | Hörspiel des Monats             | Andreas Neumeister                     | Prima Leben und Sparen* | Robert Lippok und Ronald Lippok | BR Hörspiel und Medienkunst | Hörspiel des Monats Juli 1998                                                             |
| 1999 | Hörspiel des Monats             | Philip Jeck                            | Vinyl Coda I | Philip Jeck                     | BR Hörspiel und Medienkunst 1999                                                                                               | Hörspiel des Monats Februar 1999                                                          |
| 1999 | Hörspiel des Monats             | Raymond Federman                       | Take it or leave it | Ulrich Gerhardt                 | BR Hörspiel und Medienkunst 1999                                                                                               | Hörspiel des Monats Juli 1999                                                             |
| 1999 | Hörspiel des Monats             | Katharina Franck/Ulrike Haage          | Bei unserer Lebensweise ist es sehr angenehm, lange im voraus zu einer Party eingeladen zu werden nach Texten von Jane Bowles. | Ulrike Haage                    | BR Hörspiel und Medienkunst 1999                                                                                               | Hörspiel des Monats September 1999                                                        |
| 1999 | Hörspiel des Monats             | Andreas Ammer/Console                  | Bugs & Beats & Beasts – Musica Entomologica                                                                                    | Andreas Ammer/Console           | BR Hörspiel und Medienkunst 1999                                                                                               | Hörspiel des Monats Oktober 1999                                                          |
| 2000 | Hörspiel des Monats             | Raoul Schrott                          | Die Wüste Lop Nor | Barbara Schäfer                 | BR Hörspiel und Medienkunst 2000                                                                                               | Hörspiel des Monats August 2000                                                           |
| 2000 | Hörspiel des Jahres             | Helmut Krausser                        | Dienstag | Bernhard Jugel/Helmut Krausser  | BR Hörspiel und Medienkunst | Hörspiel des Monats Oktober 2000                                                          |
| 2000 | Hörspiel des Monats             | Thomas Mann                            | Der Zauberberg | Ulrich Lampen                   | BR Hörspiel und Medienkunst 2000                                                                                               | Hörspiel des Monats Dezember 2000                                                         |
| 2001 | Hörspiel des Jahres             | Thea von Harbou/Fritz Lang             | Metropolis | Bernhard Jugel                  | BR Hörspiel und Medienkunst 2000                                                                                               | Hörspiel des Monats Februar 2001. Bearbeitung: Michael Farin, Komposition: Laar/Zeitbloom |
| 2001 | Hörspiel des Monats             | Thomas Harlan                          | Die Akte Rosa Peham* | Bernhard Jugel                  | BR Hörspiel und Medienkunst/WDR 2001                                                                                           | Hörspiel des Monats April 2001.                                                           |
| 2001 | Hörspiel des Monats             | William S. Burroughs                   | Last Words | Barbara Schäfer                 | BR Hörspiel und Medienkunst/WDR 2001                                                                                           | Hörspiel des Monats September 2001. Bearbeitung: Barbara Schäfer/Ulrike Haage.            |
| 2002 | Hörspiel des Jahres             | Eran Schaerf                           | Die Stimme des Hörers* | Eran Schaerf                    | BR–Hörspiel und Medienkunst / ZKM Karlsruhe/intermedium 2                                                                      | Sprecher: Peter Veit                                                                      |
| 2003 | Hörspiel des Monats             | Ulrich Bassenge/Bernhard Jugel         | schallarchiv – eine trilogie                                                                                                   | Bernhard Jugel/Ulrich Bassenge  | BR–Hörspiel und Medienkunst | Hörspiel des Monats Oktober 2003                                                          |
| 2004 | Hörspielpreis der Kriegsblinden | Elfriede Jelinek                       | Jackie | Karl Bruckmaier                 | BR Hörspiel und Medienkunst |                                                                                           |
| 2006 | Hörspielpreis der Kriegsblinden | Michaela Melián                        | Föhrenwald* | Michaela Melián                 | BR Hörspiel und Medienkunst/kunstraum muenchen 2005                                                                            |                                                                                           |
| 2008 | Karl-Sczuka-Preis               | Thomas Meinecke/David Moufang (Move D) | übersetzungen/translations* | Thomas Meinecke/David Moufang   | BR Hörspiel und Medienkunst |                                                                                           |
| 2008 | Hörspiel des Jahres             | Michaela Melián                        | Speicher* | Michaela Melián                 | BR Hörspiel und Medienkunst in Zusammenarbeit mit den Münchener Kammerspielen                                                  | Komposition: Michaela Melián/Carl Oesterhelt                                              |
| 2009 | Karl-Sczuka-Preis               | Wolfgang Müller                        | Séance Vocibus Avium* | Wolfgang Müller                 | BR Hörspiel und Medienkunst |                                                                                           |
| 2010 | Hörspiel des Jahres             | Michaela Melián                        | Memory Loops – Tonspuren zu den Orten des NS-Terrors in München 1933–1945*                                                     | Michaela Melián                 | BR Hörspiel und Medienkunst in Zusammenarbeit mit der Landeshauptstadt München/Kulturreferat Freie Kunst im öffentlichen Raum. | Hörspiel des Monats Oktober 2010                                                          |
| 2012 | Hörspiel des Jahres             | Felix Kubin                            | Orphée Mécanique* | Felix Kubin                     | BR Hörspiel und Medienkunst | Hörspiel des Monats März 2012                                                             |
| 2012 | Grimme Online Award             | Michaela Melián                        | Memory Loops* | Michaela Melián                 | |                                                                                           |
| 2015 | ARD-Online-Award                | Andreas Ammer/Markus Acher/Micha Acher | The King is gone* | Andreas Ammer                   | BR Hörspiel und Medienkunst | Publikumspreis                                                                            |
| 2016 | Deutscher Hörbuchpreis          |                                        | Die Quellen sprechen* | Ulrich Gerhardt, Ulrich Lampen  | BR Hörspiel und Medienkunst | Kategorie: Beste verlegerische Leistung                                                   |
| 2017 | Deutscher Hörbuchpreis          | Frank Witzel                           | Die Erfindung der Roten Armee Fraktion durch einen manisch-depressiven Teenager im Sommer 1969*                                | Leonhard Koppelmann             | BR Hörspiel und Medienkunst | Kategorie: Bestes Hörspiel                                                                |

## Sendetermine
Hörspiele im Programm Bayern 2:
- Samstag von 15.05 bis 17.00 Uhr
- Sonntag von 15.00 bis 16.00 Uhr
- Montag von 20.03 bis 21.00 Uhr
- Mittwoch von 20.03 bis 21.00 Uhr (radioKrimi)
- Freitag von 21.05 bis 22.30 Uhr (hör!spiel!art.mix)
- Feiertage von 21.00 bis 22.00 Uhr

Ab 2. April 2024:
- Freitag von 20.05 bis 22.00 Uhr
- Samstag von 20.05 bis 21.00 Uhr (Kriminalhörspiel)
- Sonntag von 15.05 bis 17.00 Uhr
- Feiertage von 15.05 bis 16.00 Uhr